# مصطفی حاجتی
2021=باشگاه فوتبال شهروند رامسر
مصطفی حاجتی (۱ تیر ۱۳۶۲) بازیکن فوتبال اهل ایران است..
وی سابقه بازی در تیم‌های داماش گیلان و سپیدرود رشت را دارد. مهمترین گل دوران فوتبال او در هفته ماقبل پایانی لیگ ۹۲–۱۳۹۱ رقم خورد جایی که سپاهان بالاتر از استقلال امید اول قهرمانی بود اما داماش در دیداری تماشایی دو بر یک سپاهان را شکست داد و قهرمان لیگ برتر را عوض کرد.